# Compagnie Lumière d'août
Lumière d'août est une compagnie de théâtre et un collectif d'auteurs rennais.

## Historique
C'est en 2004 que Marine Bachelot Nguyen, Alexis Fichet, Alexandre Koutchevsky, Juliette Pourquery de Boisserin, Laurent Quinton et Nicolas Richard, tous les six auteurs, nés en 1978 et 1979, fondent la compagnie Lumière d'août. Trois d’entre eux sont également metteurs en scène : Marine Bachelot Nguyen, Alexis Fichet et Alexandre Koutchevsky.
La compagnie commence à se faire connaître en 2005 avec les sorties d'août, événements mensuels programmés chaque fois dans un lieu différent (librairie, théâtre, galerie d’art, péniche spectacle, etc.). 
En 2006, Marine Bachelot Nguyen passe une commande de textes aux cinq autres auteurs de Lumière d'août, ainsi qu'à Gianina Càrbunariu, jeune auteure et metteure en scène roumaine. La question de la commande est « Que seraient des pièces courtes politiques d’aujourd’hui, travaillées en littérature ? ». Sont ainsi écrits sept textes qui deviennent Courtes pièces politiques, spectacle mis en scène par Marine Bachelot Nguyen et Alexis Fichet.
En 2007, Lumière d'août est invitée au Festival d'Avignon et crée Pour l'instant, lectures et performances autour de la question de la vie d'un texte. Cette année-là, Alexandre Koutchevsky crée également Ciel dans la ville, premier d'une série de spectacles déambulatoires et aéronautiques qui emmène la compagnie en Afrique de l'Ouest en 2009-2010. À l'origine de ce spectacle, une commande de textes aux auteurs de Lumière d'août avec comme point de départ cette question : « Où commence le ciel ? »
En 2008, Marine Bachelot Nguyen crée Artemisia Vulgaris dans le cadre du festival Mettre en scène organisé par le Théâtre national de Bretagne.
En 2009, Alexis Fichet crée Bastards of millionnaires ! qui met en scène quatre militants d'extrême gauche qui enlèvent et séquestrent une femme chef d'entreprise, responsable de nombreux licenciements.
C'est également en 2009 que Marine Bachelot Nguyen crée Histoires de femmes et de lessives, spectacle déambulatoire qui s'appuie sur l'histoire du Domaine Saint-Cyr à Rennes, ancienne institution de rééducation pour jeunes filles tenue par des religieuses.
En 2010, Alexandre Koutchevsky crée le spectacle Ciel à Bamako/Ciel à Ouaga, suite du projet Ciel dans la ville débuté trois ans plus tôt. Le spectacle se joue sur la colline du point G à Bamako (Mali) puis autour de l'Aéroport de Ouagadougou  (Burkina Faso).
Et cette même année, Alexis Fichet crée Hamlet and the something pourri dans le cadre du festival Mettre en scène organisé par le Théâtre national de Bretagne.
En février 2011, Lumière d'août est invitée par le Théâtre de la Bastille. La compagnie y présente deux lectures performées (Peloton et Propriété), ainsi que le Cabaret Quéquette (chansons écrites à partir du roman Grand-Mère Quéquette de Christian Prigent) et crée le court spectacle Les dirigés face au changement.
En juillet 2011, le projet Ciel dans la ville continue avec la création du spectacle Ciel dans la ville Afrique/France qui emmène les spectateurs en aérobus pour un parcours de théâtre-paysage autour de l’Aéroport de Rennes - Saint-Jacques. Cette nouvelle version du spectacle mêle des artistes français, maliens, burkinabés et congolais et se joue dans le cadre du festival Les Tombées de la nuit.
En novembre 2011, Marine Bachelot Nguyen a créé le spectacle À la racine dans le cadre du festival Mettre en scène organisé par le Théâtre national de Bretagne.
En 2012, la ville de Rennes leur confie la salle Guy Ropartz : de juin à septembre Lumière d'août organise et programme le "Grand Été" (spectacle dans le quartier Maurepas et la salle Guy Ropartz, ateliers, rencontres, débats...). 2012 est également l'année de la création de deux spectacles : Vacance(s) dans le cadre du "Grand Été" et Ciel à Brazza (mise en scène Alexandre Koutchevsky) dans le cadre du festival Mantsina sur scène (Brazzaville, Congo).
En 2014, trois spectacles sont créés : La place du chien (de Marine Bachelot Nguyen), Homère Homer (d'Alexis Fichet et Nicolas Richard) et Blockhaus (d'Alexandre Koutchevsky).
En 2017, Alexandre Koutchevsky crée à Ouagadougou Mgoulsda yaam depuis Ouaga en collaboration avec Charline Grand et Aristide Tarnagda.

## Principales créations
- 2005 : façades
- 2005 : Le Cabaret Quéquette
- 2006 : Blockhaus
- 2006 : Courtes pièces politiques
- 2007 : Pour l'instant
- 2007 : Ciel dans la ville
- 2008 : Artemisia Vulgaris
- 2009 : Bastards of millionaires !
- 2009 : Peloton
- 2009 : Histoires de femmes et de lessives
- 2009 : Propriété
- 2010 : Ciel à Bamako/Ciel à Ouaga
- 2010 : Hamlet and the something pourri
- 2010 : Over Game
- 2011 : Les dirigés face au changement
- 2011 : Ciel dans la ville Afrique/France
- 2011 : À la racine
- 2012 : Vacance(s)
- 2014 : La place du chien
- 2014 : Homère Homer
- 2014 : Blockhaus
- 2015 : POPS !
- 2016 : Les ombres et les lèvres
- 2017 : Mgoulsda yaam depuis Ouaga

## Prix et récompenses
- façades, texte de Nicolas Richard, bourse d’aide à l’écriture de la DMDTS, 2006

- Artemisia vulgaris > politique-fiction, texte de Marine Bachelot, Aide à la création du Centre national du théâtre, 2007

- Plomb laurier crabe, texte d'Alexis Fichet, encouragement du Centre national du théâtre, 2007

- Hamlet and the something pourri, texte d'Alexis Fichet, Aide à la création du Centre national du théâtre, 2010

- La place du chien (sitcom canin et post-colonial), texte de Marine Bachelot, Aide à l’écriture de la SACD-Beaumarchais, janvier 2008

- Les morts qui touchent, d'Alexandre Koutchevsky, fiction radiophonique, réalisation France Culture
Prix Italia 2010
Prix « coup de cœur du jury » des Radiophonies 2010 à la Maison de la Poésie

- [Vwa], texte d'Alexandre Koutchevsky, court métrage, commande de la plasticienne Brigitte Perroto, Grand prix du jury ex-aequo au Festival Côté Court 2009
- Climat centrale (titre provisoire : Townstadt), texte d'Alexis Fichet, bourse de découverte du Centre National du Livre, 2013
- Blockhaus, texte d'Alexandre Koutchevsky, bourse de création du Centre National du Livre, 2013
- Résidence Villa Médicis Hors les murs, Marine Bachelot, Vietnam, 2014
- Les ombres et les lèvres, texte de Marine Bachelot, bourse de découverte du Centre National du Livre, 2015

## Textes publiés
En volume
- façades, livre-CD de Nicolas Richard, La Maison Édition, 2008
- Hamlet and the something pourri d'Alexis Fichet, Éditions Les Solitaires intempestifs, 2010  (ISBN 978-2-84681-291-7)
- Histoires de femmes et de lessives de Marine Bachelot Nguyen, Éditions des Deux Corps, 2011  (ISBN 978-2-919534-03-6)
- L'Amour et la Violence suivi de Les dirigés face au changement de Laurent Quinton, Éditions des Deux Corps, 2011  (ISBN 978-2-919534-02-9)
- Théâtre-paysage d'Alexandre Koutchevsky, Éditions des Deux Corps, 2011  (ISBN 978-2-919534-07-4)
- Les Morts qui touchent d'Alexandre Koutchevsky, Éditions l’Entretemps, 2011  (ISBN 978-2-35539-132-3)
- Fragilité du capital de Nicolas Richard, Éditions des Deux Corps, 2011  (ISBN 978-2-919534-06-7)
- Courtes Pièces politiques de Marine Bachelot Nguyen, Alexis Fichet, Alexandre Koutchevsky, Juliette Pourquery de Boisserin, Laurent Quinton, Nicolas Richard, Éditions des Deux Corps, 2012  (ISBN 978-2-919534-10-4)
- Zombies de Laurent Quinton, Éditions des Deux Corps, 2013  (ISBN 978-2-919534-14-2)
- La place du chien de Marine Bachelot Nguyen, Éditions des Deux Corps, 2014  (ISBN 978-2-919534-19-7)
- Digérer la défaite de Laurent Quinton, Presses universitaires de Rennes, 2014  (ISBN 978-2-7535-2881-9)
- Blockhaus d'Alexandre Koutchevsky, Éditions l’Entretemps, 2015  (ISBN 978-2-35539-202-3)
- Les ombres et les lèvres de Marine Bachelot Nguyen, Éditions Lansman, 2017  (ISBN 978-2-8071-0173-9)
- Le fils de Marine Bachelot Nguyen, Lansman éditeur, 2017  (ISBN 978-2-8071-0157-9)
- Mgoulsda yamb depuis Ouaga d'Alexandre Koutchevsky et Aristide Tarnagda et Ca s'écrit T-C-H d'Alexandre Koutchevsky, Éditions Deuxième époque, 2018  (ISBN 978-2-37769-032-9)

En revue
- Alexis Fichet, « Vos ailes les mouettes », revue Véhicule, n° 2, 2011  (ISSN 2109-3962)
- Alexandre Koutchevsky, « Un dimanche entre amis », revue Du Nerf, n° 6, 2008  (ISSN 1774-1580)
- Alexandre Koutchevsky, « Have fun in Josselin », revue Du Nerf, n° 7, 2008  (ISSN 1774-1580)
- Alexandre Koutchevsky, « Arraché(e) », revue Du Nerf, n° 8, 2008  (ISSN 1774-1580)
- Juliette Pourquery de Boisserin, « Une lettre ou comment mettre en scène un sexe féminin », revue Du Nerf, n° 2, 2005  (ISSN 1774-1580)
- Juliette Pourquery de Boisserin, « Pour une vieille », revue Du Nerf, n° 3, 2006  (ISSN 1774-1580)
- Juliette Pourquery de Boisserin, « Le jardin », revue Du Nerf, n° 4, 2006  (ISSN 1774-1580)
- Juliette Pourquery de Boisserin, « Katia », revue Du Nerf, n° 7, 2008  (ISSN 1774-1580)
- Juliette Pourquery de Boisserin, « Roger », revue Du Nerf, n° 8, 2008  (ISSN 1774-1580)
- Laurent Quinton, « Bruxelles », revue Du Nerf, n° 1, 2005  (ISSN 1774-1580)
- Laurent Quinton, « Tombeau pour G.H. », Cahiers Georges Hyvernaud, n° 9, 2009  (ISSN 1632-8574)
- Laurent Quinton, « Nous ne parlons pas la même langue », revue Du Nerf, n° 9, 2010  (ISSN 1774-1580)
- Laurent Quinton, « Le film/Images du monde », revue Parsimonie, n° 3, 2011
- Nicolas Richard, « Je suis MB », revue mrmr, n° 10, 2008  (ISSN 1770-4677)
- Nicolas Richard, « Un auteur c'est triste », revue Ouste, n° 18, 2010
- Nicolas Richard, « Papapartition », revue Véhicule, n° 1, 2010  (ISSN 2109-3962)